# مارکو ریگونی
مارکو ریگونی (انگلیسی: Marco Rigoni؛ زادهٔ ۵ ژانویهٔ ۱۹۸۰) بازیکن فوتبال اهل ایتالیا است.
از باشگاه‌هایی که در آن بازی کرده‌است می‌توان به باشگاه فوتبال یوونتوس، باشگاه فوتبال کیه‌وو ورونا، باشگاه فوتبال چیتادلا، باشگاه فوتبال پادوا، باشگاه فوتبال تریستیانا، باشگاه فوتبال دلفینو پسکارا، باشگاه فوتبال جنوآ، باشگاه فوتبال نووارا، و باشگاه فوتبال ترنانا اشاره کرد.
وی همچنین در تیم‌های ملی فوتبال زیر ۱۷ سال ایتالیا و زیر ۱۹ سال ایتالیا بازی کرده‌است.